# 戈罗季希纳市镇
戈罗季希纳市镇（俄语：Муниципальное образование Городищенское）是俄罗斯联邦沃洛格达州纽克谢尼察区所属的一个市镇。其下辖有72个居民点，行政中心为戈罗季希纳。据2015年统计，该市镇的人口为1900人。